# 西口ドア
西口ドア（にしぐちドア）は、お笑い芸人たちによるギャグプロレス団体。西口プロレスのスピンオフ的位置付けのイベントである。

## 概要
西口エンタテインメントが運営する西口プロレスの姉妹団体で、主にリングではなく、安全マットと見えないロープを使って試合をする（なお、初期の西口プロレスもリングを使っていない）。
2012年頃までは新宿ロフトプラスワン、以降は阿佐ヶ谷ロフトA、新宿御苑インドカレーパペラを中心に興行を行っており、浅草ROXまつり湯での出張試合や、大阪や福島へ地方遠征興行も行い活躍の範囲を広げている。年に1度の記念大会では新木場1stRINGや新宿フェイスなどリングが据え置かれた会場での試合も実施する。
2013年最終興行にてエースであったばってん多摩川の卒業、小蝶野正洋（ ストロングスタイル：糸賀清和）、ダンプ坂本（番長：坂本ガソリン）、シャッターチャンスわか、痛風丸ら主要メンバーが相次いでドアの舞台から退き、世代交代が進められた。

### 西口プロレスとの違い
- 西口プロレスがお笑い芸人主体であるのに対し、役者やミュージシャンなど多様な参加者が集まるのが特徴で、西口三箇条「安全第一、筋肉禁止、台本重視」に対し、「超安全第一、超筋肉禁止、超台本重視」がお約束。ただし格闘技経験者、学生プロレス経験者も出演するため場面によっては激しい展開も見受けられる。
- 西口プロレスではリングアナウンサーのぴんぽんず「最高」川本がCEO。レフェリーのガラ林が実況担当など、それぞれ別の役割で関わり実験的要素も多い。ばってん多摩川、棚ボタ弘至、小橋太っ太などドアから西口本編への昇格組もいる。
- 昭和プロレスオマージュの強い西口プロレスと比較すると、2015年以降は現在進行形のプロレスオマージュのキャラクターが多い[4]。

## タイトル
- WGDヘビー級王座

ワールド・グレート・ドアの略。

## 主要参戦選手
複数のキャラクター名を用いる出演者は併記する。
- 佐野うさぎ（ダルシム、ジェフ・パーティーを経て、ウルトラマンキャラで活動していたが、円谷プロからクレームがつきキャラを剥奪される。2017年現在オリジナルキャラを模索も、2017年の西口プロレス最終興行にて引退。その際に限定的にウルトラマンキャラを復活させている）
- 棚ボタ弘至
- よしえつねお（腐れ外道、副キャプテンニュージャパン[4]、アニマルハマグリ、秋山不純、ミロ・ハダカラス）
- メガネくん（クリュー）
- 獣珍サンダーライガー
- 梶慧
- 東条翼
- JD（イージル[4]）
- 中邑珍輔[4]
- 後藤物央紀[4]
- オカダ・デパチカ
- ミニ沢光晴
- 小橋太っ太
- どさんこ室田
- 蛾野正洋
- 河ちゃん
- シュウソウランド
- ザ・シロートカブキ
- 四角藤曲がり道、見た目が邦昭[4]

## 限定参戦選手
- 新井健一郎
- チャンス大城
- 吉田メタル

## スタッフ
- マトン林（レフェリー）
- レバー林（レフェリー）
- 最高川本CEO（実況）
- ガラ林（実況）
- アントニオ小猪木（解説）
- ユンボ安藤（解説）
- 青木美沙子（アシスタント）

## 過去の主要参戦選手
- ばってん多摩川
- 小蝶野正洋
- ダンプ坂本（番長：坂本ガソリン）
- シャッターチャンスわか
- ミスターマジック
- 橋爪ヨウコ
- ガンジー横須賀
- 春麗（服部レオナ）
- ギブ大谷
- 野村龍之介（ぽっけもん）
- RIHO
- 琴音
- ザ・シロードサスケ（紳士服の成田）
- 越中シロート
- 小高山善廣